# Adrian Friedrich Gans zu Putlitz
Adrian Friedrich Gans Edler Herr zu Putlitz (* 17. April 1735 auf Kressen; † 6. Februar 1805 in Insterburg) war ein preußischer Generalmajor, Kommandeur des Infanterieregiments „von Krockow“ sowie Erbherr auf Dummadel und Stölitz.

## Leben

### Herkunft
Seine Eltern waren Johann Peter Gans zu Putlitz (1697–1739) und dessen Ehefrau Regina Hedwig, geborene von Vicken-Oley.

### Militärkarriere
Am 1. Juni 1747 kam Putlitz als Page an den Hof von König Friedrich II. Am 30. März 1755 wurde er als Gefreitenkorporal im I. Bataillon der Garde angestellt. Während des Siebenjährigen Krieges kämpfte Putlitz in den Schlachten von Kolin, Liegnitz und Torgau. In der Zeit wurde er am 18. Februar 1757 Fähnrich.
Nach dem Krieg wurde Putlitz am 25. November 1763 zum Premierleutnant befördert und war ab 1772 Führer der Leibkompanie. Am 1. April 1773 wurde in das Infanterieregiment „von Krockow“ versetzt. Dort wurde er Hauptmann und Kompaniechef sowie bereits am 25. September 1773 Major. Aber am 24. Februar 1778 wurde er dann zur Werbung für die ostpreußische Infanterie kommandiert. Er ist wohl erfolgreich, denn am 2. Juni 1783 wurde er Oberstleutnant und am 25. Mai 1786 Oberst, zudem wurde er am 1. August 1786 Kommandeur des Infanterieregiments Nr. 51. Am 22. August 1790 wurde er dann noch Generalmajor. Aber schon am 13. April 1791 erhielt er seine Demission und eine Pension von 1000 Talern. Er starb am 6. Februar 1805 in Insterburg.

### Familie
Putlitz heiratete Freiin Amalie Albertine von Schroetter. Das Paar hatte folgende Kinder:
- Jakob Heinrich Friedrich Karl (* 30. Mai 1777; † 1. Juli 1822), Regierungsrat[1]

⚭ Charlotte von Tyszka
⚭ Sophie Beyer († 5. April 1856), Tochter des Mundschencks und Kellermeisters Johann Gottlieb Beyer aus Schwedt
- Luise Wilhelmine Amalie (* 12. Dezember 1788; † 14. Januar 1789)
- Friederike Anna Karoline (* 29. November 1789; † 1861)
- Emilie Juliane Florentine (* 22. März 1791; † 1861)

Nach dem Tod des Generalmajors erhielt die Witwe eine königliche Pension von 300 Talern.